# Hansa-Brandenburg W.29
Hansa-Brandenburg W.29 (W.33) – niemiecki wodnosamolot myśliwski z okresu I wojny światowej.

## Historia
Oblatany wiosną 1918 roku wodnosamolot myśliwski Hansa-Brandenburg W.29 był następcą samolotu Hansa-Brandenburg W.12, który w roku 1918 był już przestarzały. Konstruktorem samolotu był Ernst Heinkel. W porównaniu do poprzednika bez zmian pozostawiono kadłub, pływaki i usterzenie, zmieniono natomiast układ skrzydeł z dwupłata na jednopłat, powiększając rozpiętość i cięciwę płata. Tuż przed zakończeniem wojny powstała nieco powiększona wersja W.29 nazwana W.33, która otrzymała też mocniejszy silnik Maybach Mb.IVa o mocy 180 kW (245 KM) lub Maybach Mb.IVb o mocy 190 kW (260 KM). Ogółem wyprodukowano ok. 190 egzemplarzy obu wersji.

## Produkcja licencyjna
Wodnosamoloty W.29 (W.33) okazały się na tyle dobrymi maszynami, że liczne kraje podjęły ich produkcję licencyjną:

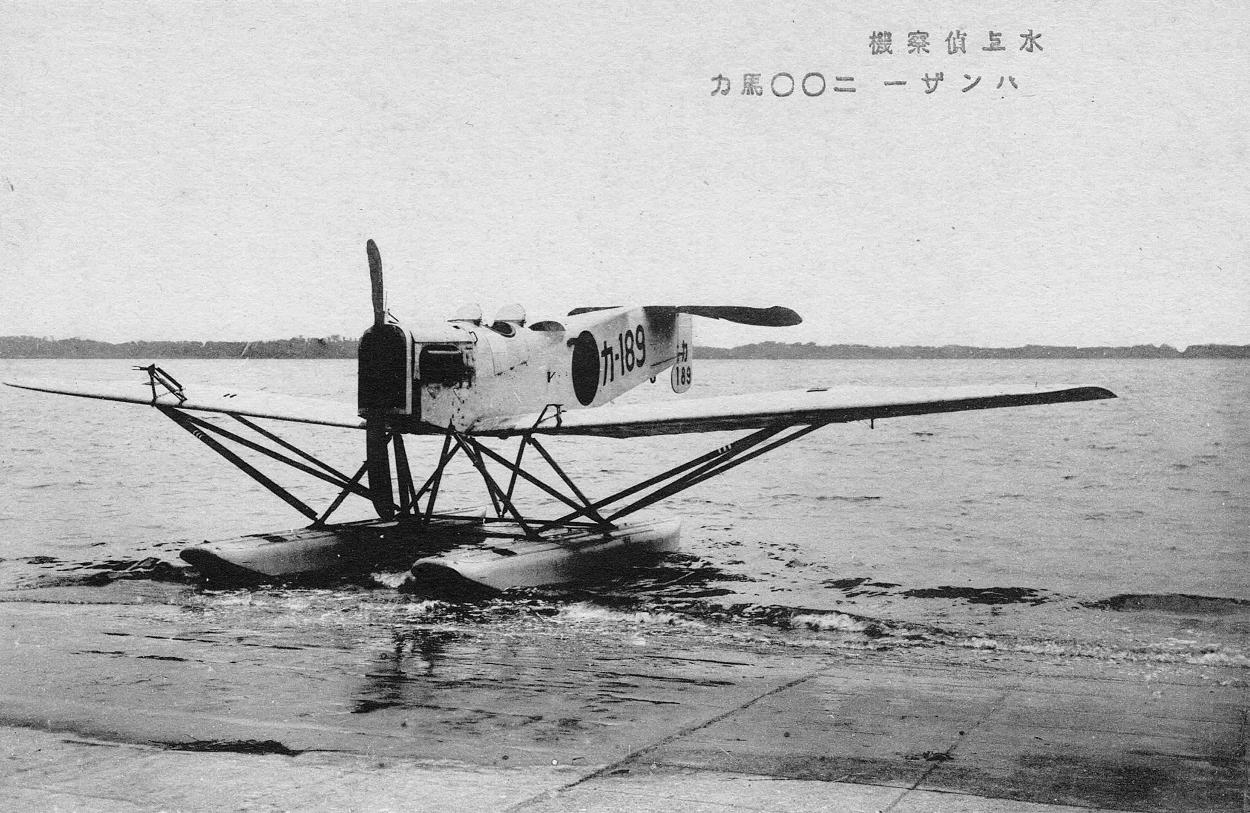
W.29 w barwach japońskiej marynarki wojennej

- Austro-Węgry rozpoczęły produkcję w zakładach UFAG w Budapeszcie, budując do zakończenia wojny zaledwie kilka sztuk;
- Norwegia po zakupieniu po wojnie 3 egzemplarzy samolotu uruchomiły produkcję zbliżonego do W.29 samolotu FF8 Make II (wykonano 7 sztuk), a następnie już na licencji wyprodukowano 28 sztuk samolotów W.33;
- Dania zbudowała 15 sztuk samolotów HM-1 – kopii W.29;
- w Finlandii wyprodukowano na licencji 122 sztuki W.33 pod oznaczeniem A.22, z mocniejszymi silnikami Fiat A12bis o mocy 220 kW (300 KM) – część maszyn wyposażono w narty zamiast pływaków;
- Japonia, która otrzymała jeden zdobyczny W.29, podjęła produkcję kopii tego wodnosamolotu z silnikiem Hispano-Suiza, budując aż 310 maszyn.

## Opis konstrukcji
Był to dwumiejscowy dolnopłat konstrukcji drewnianej. Kadłub pokryty był sklejką i miał wielką powierzchnię boczną, która rekompensowała brak statecznika pionowego. Skrzydła dwudźwigarowe, o grubym profilu i wzniosie 4,5°. Usterzenie wolnonośne, stery z rurek stalowych, stateczniki z drewna. Pływaki drewniane pokryte sklejką. Uzbrojenie: 2 zsynchronizowane karabiny maszynowe lMG08 lub lMG 08/15 Spandau 7,92 mm (w pierwszych 40 egzemplarzach 1 km) umieszczone po obu stronach silnika z zapasem 500 naboi na km oraz ruchomy karabin maszynowy obserwatora Parabellum lMG14 7,92 mm z polem ostrzału 360°.